# Ібраєвська сільська рада (Альшеєвський район)
Ібрає́вська сільська рада (рос. Ибраевский сельский совет) — муніципальне утворення у складі Альшеєвського району Башкортостану, Росія. Адміністративний центр — село Новосепяшево.

## Населення
Населення — 568 осіб (2019, 888 в 2010, 1054 в 2002).

## Склад
До складу поселення входять такі населені пункти:
| Населений пункт         | Населення, осіб (2002) | Населення, осіб (2010) |
| ----------------------- | ---------------------- | ---------------------- |
| Акберда, присілок       | 81                     | 73                     |
| Ібраєво, присілок       | 288                    | 241                    |
| Новосепяшево, село      | 328                    | 283                    |
| Старосепяшево, присілок | 162                    | 133                    |
| Шишма, присілок         | 195                    | 158                    |